# Esercito di Anders

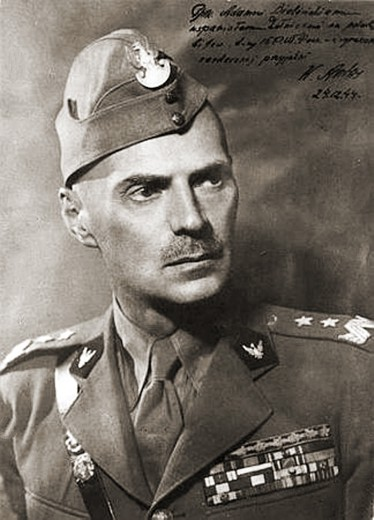
Władysław Anders, comandante delle forze armate polacche nell'est.

L'esercito di Anders fu il nome informale delle forze armate polacche dell'est negli anni 1941-1942, come riconoscimento del suo comandante Władysław Anders.
L'esercito fu formato in Unione Sovietica ma, nel marzo 1942, sulla base di un'intesa tra britannici, polacchi e sovietici, fu evacuato dall'Unione Sovietica e si fece strada attraverso l'Iran fino in Palestina. Passò sotto il comando britannico e fornì il grosso delle unità e delle truppe del II Corpo d'armata polacco che combatté nella Campagna d'Italia. L'esercito di Anders fu noto per essere stato composto principalmente da prigionieri di guerra liberati e per Wojtek, l'orso adottato dalla compagnia.

## Istituzione in Unione Sovietica

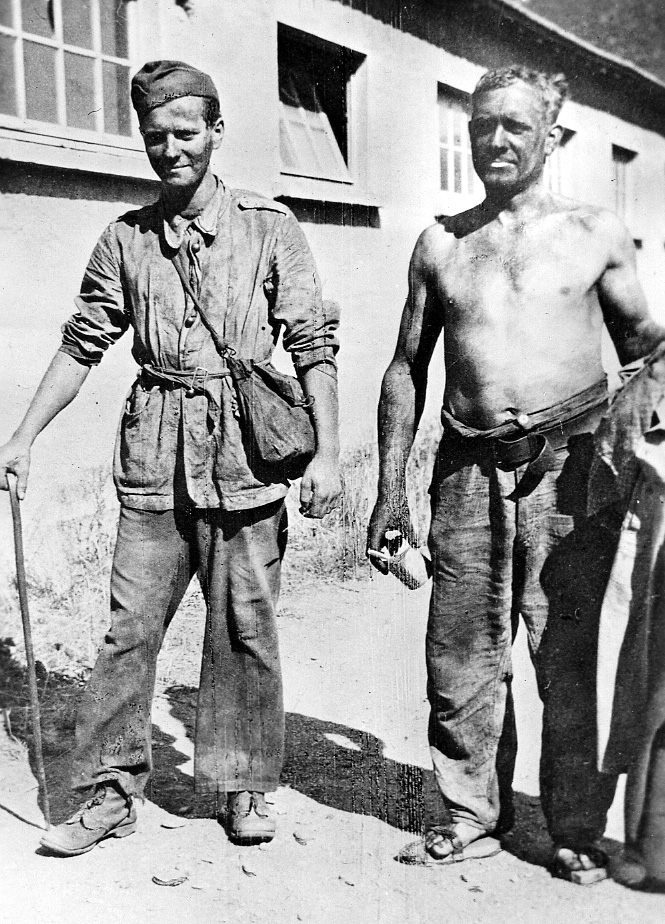
Volontari polacchi dell'esercito di Anders, rilasciati da un gulag sovietico.

All'inizio dell'invasione sovietica della Polonia (17 settembre 1939), i sovietici dichiararono che lo stato polacco, precedentemente invaso dalle forze dell'Asse il 1º settembre 1939, non esisteva più, interrompendo di fatto le relazioni diplomatiche. Le autorità sovietiche deportarono circa 325000 cittadini polacchi dalla Polonia occupata dai sovietici in Unione Sovietica negli anni 1940-1941. Grazie alla mediazione e alle pressioni britanniche, l'Unione Sovietica e il governo polacco in esilio (allora con sede a Londra) ristabilirono le relazioni diplomatiche nel luglio 1941, dopo l'invasione tedesca dell'Unione Sovietica iniziata il 22 giugno 1941.
L'accordo Sikorski-Mayski del 30 luglio 1941 portò l'Unione Sovietica ad accettare di invalidare gli aspetti territoriali dei patti ratificati con la Germania nazista e di rilasciare decine di migliaia di prigionieri di guerra polacchi detenuti nei campi sovietici. In base all'accordo tra il governo polacco in esilio e l'Unione Sovietica, i sovietici concessero "l'amnistia" a molti cittadini polacchi, dai quali fu poi formata la forza militare.
Il 14 agosto 1941 fu firmato un accordo militare polacco-sovietico con l'intento di specificare le condizioni politiche e operative per il funzionamento dell'esercito polacco sul suolo sovietico. Stalin concluse che questa forza sarebbe stata subordinata al governo polacco in esilio, pur essendo operativamente una zona del fronte orientale sovietico-tedesco.
Il 4 agosto 1941 il primo ministro e comandante in capo polacco, il generale Władysław Sikorski, nominò comandante dell'esercito il generale Władysław Anders, appena rilasciato dalla prigione di Lubjanka a Mosca. Il 17 agosto, al generale Michał Tokarzewski spettò il compito di formare l'esercito nella città sovietica di Totskoye, nell'oblast di Orenburg. Anders annunciò la sua nomina inviando i suoi primi ordini il 22 agosto.

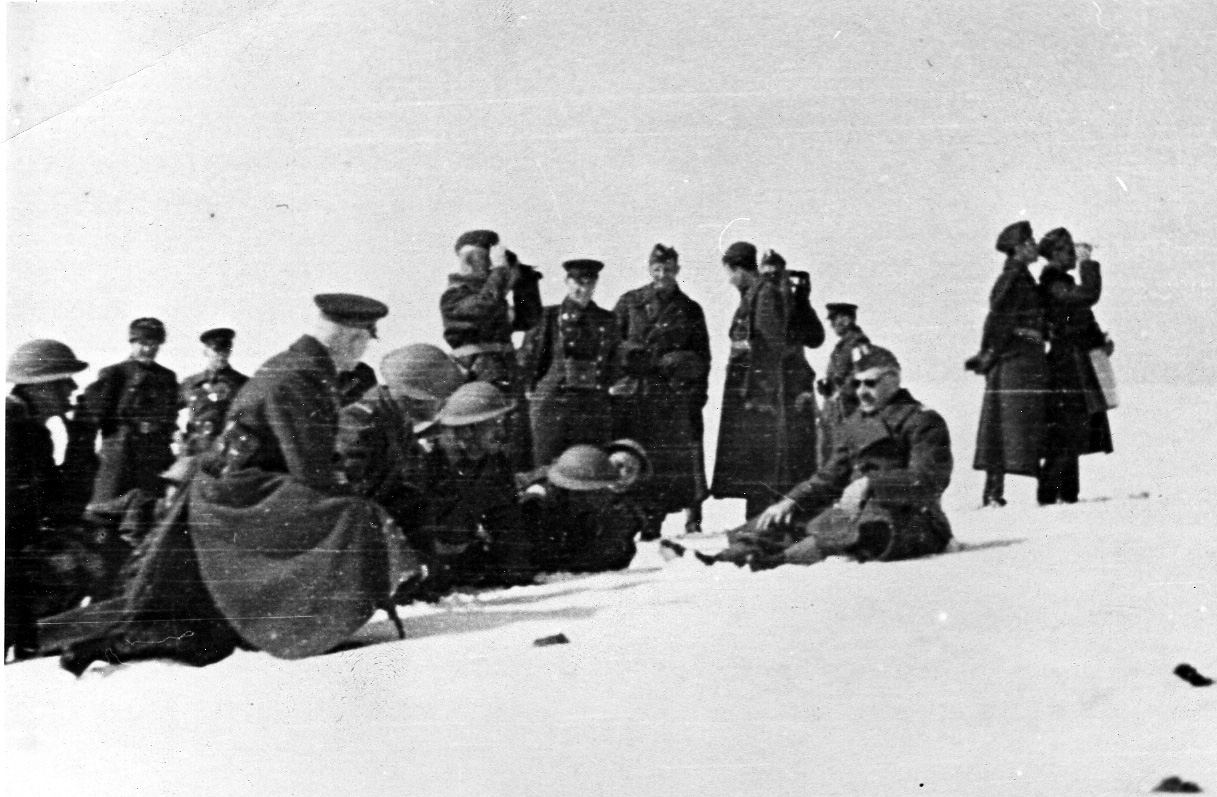
Ufficiali degli eserciti polacco e sovietico durante le esercitazioni nell'inverno del 1941. Władysław Anders è seduto sulla destra.

La formazione iniziò a organizzarsi nell'area di Buzuluk con il reclutamento tra i prigionieri di guerra polacchi nei campi del NKVD. Entro la fine del 1941 la nuova forza polacca reclutò 25000 soldati (di cui 1000 ufficiali), formando tre divisioni di fanteria: la 5ª, la 6ª e la 7ª. Menachem Begin, futuro leader del gruppo di resistenza anti-britannico Irgun, in seguito primo ministro di Israele e premio Nobel per la pace, fu tra coloro che si unirono per primi. Nella primavera del 1942, il centro operativo si trasferì nell'area di Tashkent, in Uzbekistan, per formare la 8ª divisione.
Il processo di reclutamento incontrò diversi ostacoli. Un numero significativo di ufficiali polacchi mancò a causa del massacro di Katyn' del 1940, a quel tempo sconosciuto ai polacchi. I sovietici non volevano che i cittadini della Seconda Repubblica polacca che non fossero di etnia polacca (come ebrei, bielorussi, lituani e ucraini) potessero essere reclutati. Le unità militari di nuova costituzione non ebbero un adeguato supporto né logistico né per i rifornimenti. Alcuni amministratori dei campi sovietici, dove erano detenuti i polacchi, si opposero al rilascio già autorizzato dei loro detenuti polacchi.
I sovietici, affrontando il peggioramento della situazione bellica, non furono in grado di fornire adeguate razioni di cibo per il crescente esercito polacco, che condivideva le sue limitate provviste con il crescente gruppo di civili polacchi deportati. Dopo l'invasione anglo-sovietica dell'Iran (agosto-settembre 1941), Stalin acconsentì il 18 marzo 1942 a evacuare parte della formazione militare polacca in Iran: i soldati, quindi, si trasferirono attraverso il Mar Caspio al porto di Pahlavi in Iran; in questo modo tutti i soldati e i civili riuniti furono autorizzati a lasciare l'Unione Sovietica e ad entrare nei territori controllati dagli inglesi.

## Sotto il comando britannico

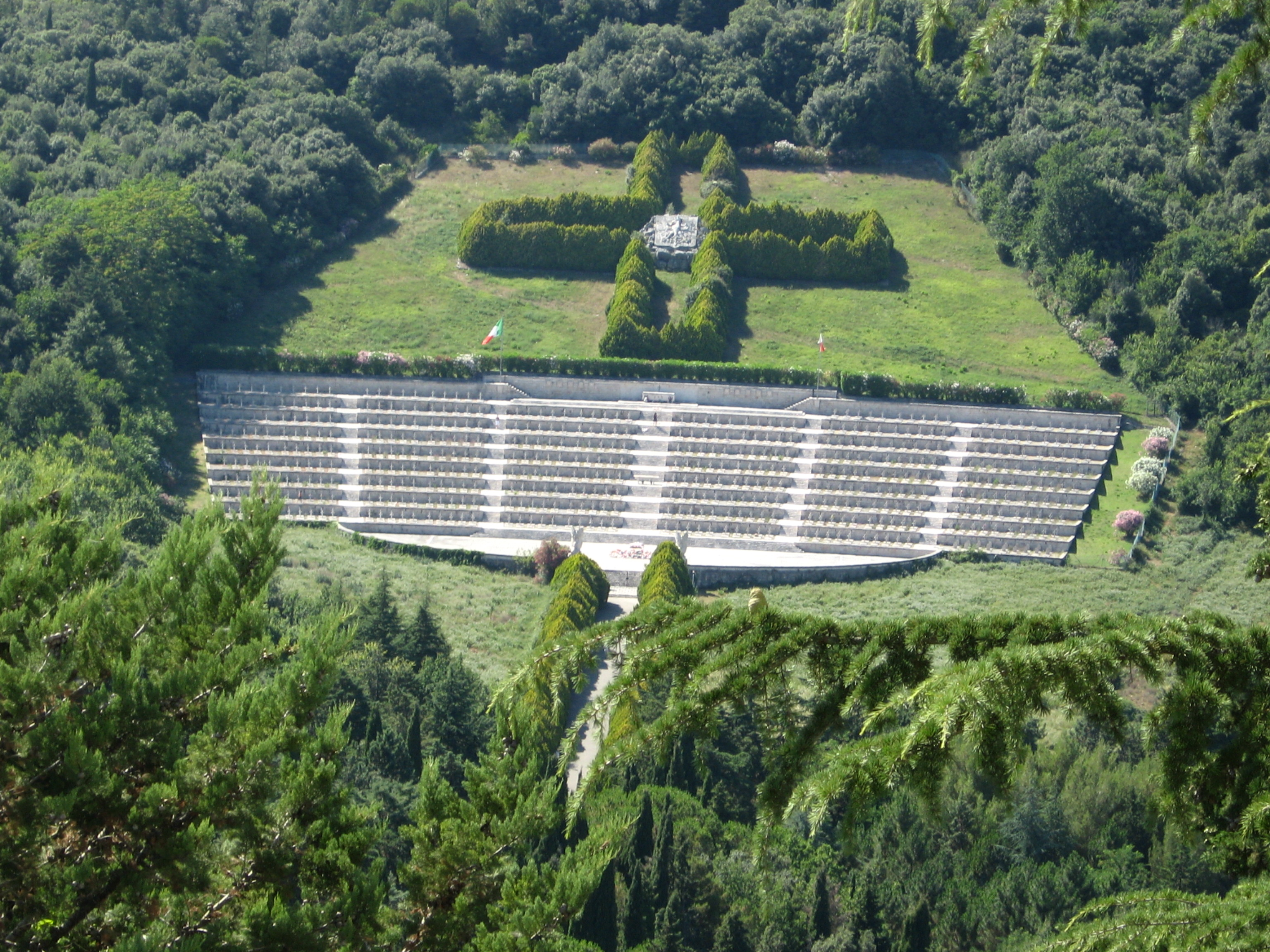
Il cimitero militare polacco di Montecassino

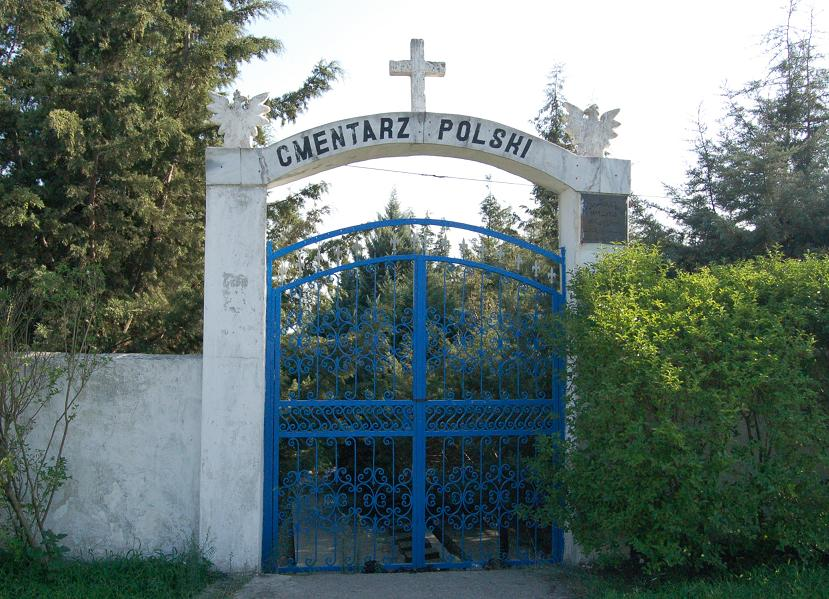
Cimitero polacco a Bandar-e Anzali

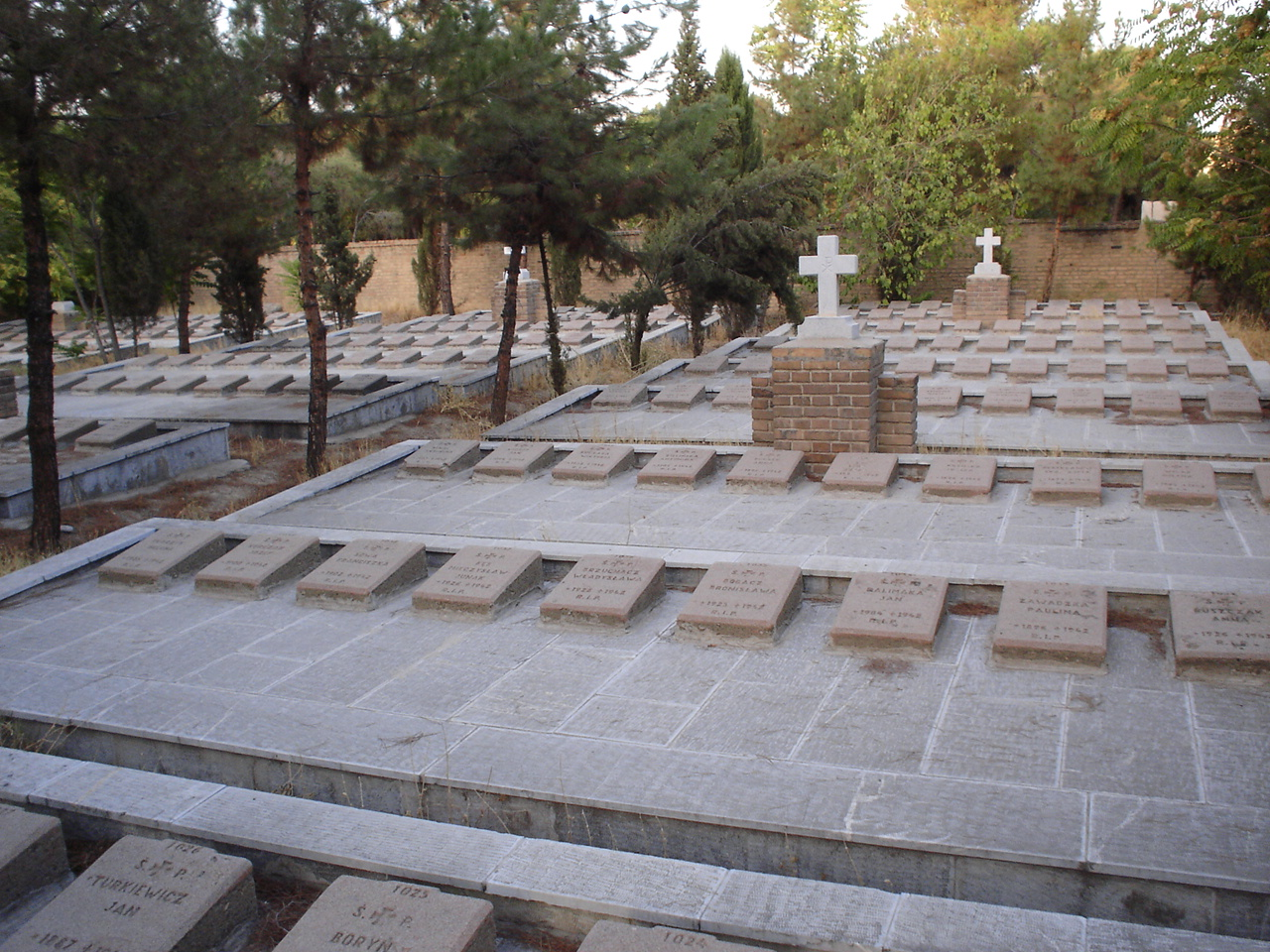
Cimitero di guerra polacco a Teheran

Durante il 1942 e fino alla fine di agosto, altro personale militare e civile fu trasferito via nave e via terra da Ashgabat, in Turkmenistan, alla stazione ferroviaria di Mashhad, in Iran. Migliaia di ex prigionieri polacchi si spostarono dal confine meridionale dell'Unione Sovietica verso l'Iran. Molti morirono durante il trasferimento a causa del freddo, della fame e della stanchezza. In totale, circa 79000 soldati e 37000 civili, cittadini polacchi, lasciarono l'Unione Sovietica.
L'esercito di Anders fu posto sotto il controllo operativo del governo britannico, come parte del Middle East Command. L'unità viaggiò attraverso Iran, Iraq e Palestina, dove molti dei suoi soldati si unirono al II Corpo polacco, una parte delle forze armate polacche in Occidente. Insieme al corpo d'armata, le truppe di Anders combatterono nella Campagna d'Italia, compresa la battaglia di Cassino: il loro contributo è commemorato in Polonia nei nomi delle strade e in altri luoghi.

## Soldati ebrei e civili

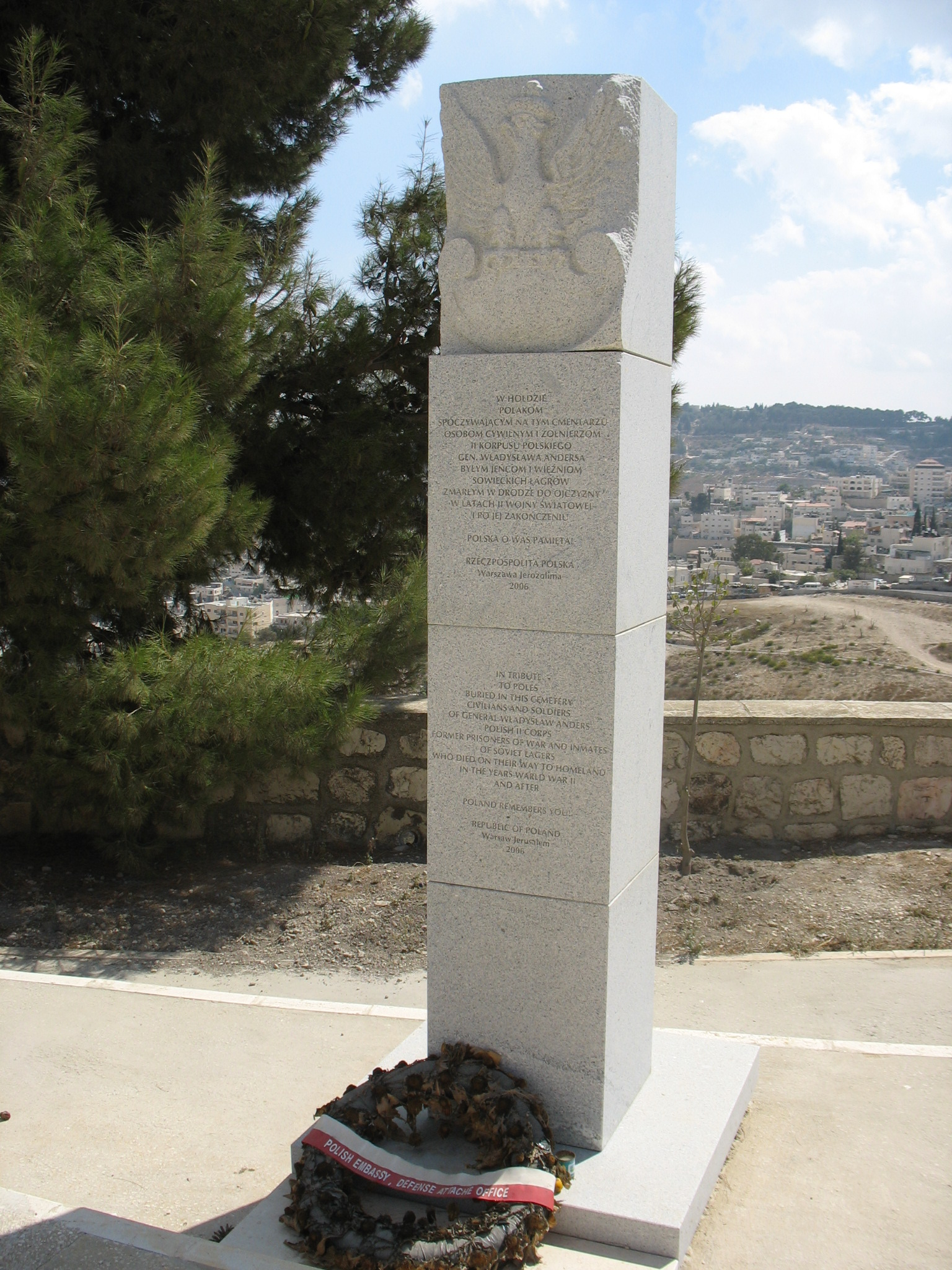
Il memoriale di Gerusalemme

Quando l'esercito di Anders lasciò l'Unione Sovietica nel suo viaggio verso il Medio Oriente, le famiglie dei soldati, insieme ai gruppi di bambini ebrei e agli orfani di guerra, si unirono ai soldati ebrei. Dopo essere arrivati a Teheran, in Iran, i bambini furono trasferiti nelle mani degli emissari che li portarono in Palestina. Come fulcro per l'acquisizione dei permessi per attraversare il confine iracheno, permesso inizialmente negato ai gruppi ebraici, ci furono individui come Halina Dmochowska, un'operaia polacca della Croce Rossa. Quando l'esercito di Anders raggiunse la Palestina, dei suoi oltre 4000 soldati ebrei, 3000 lasciarono l'esercito.
Degli ufficiali ebrei e degli uomini dell'esercito di Anders che combatterono nella campagna d'Italia, 28 furono uccisi e 62 feriti. Furono decorati 136 soldati ebrei, di cui 6 ricevettero l'Ordine dei Virtuti Militari, la più alta decorazione militare polacca per gli atti di coraggio. In Italia, i soldati ebrei e di etnia polacca dell'esercito di Anders combatterono al fianco dei soldati ebrei delle unità britanniche, inclusa la Brigata Ebraica dell'Ottava Armata britannica.
Nel 2006, fu eretto un memoriale per l'esercito di Anders nel cimitero cattolico sul monte Sion a Gerusalemme.

## Veterani dell'esercito di Anders
- Wojtek (1942–1963), orso;
- Menachem Begin (1913–1992), sesto primo ministro di Israele (1977–1983);
- Julian J. Bussgang (nato nel 1925), matematico, autore del teorema di Bussgang;
- Moszek "Monty" Kuper (1920-2011), promotore immobiliare del Texas, filantropo, umanitario;
- Alfons Maniura (1893–1954), combattente polacco durante le rivolte della Slesia e ufficiale della seconda guerra mondiale;
- Alexander Nadson (1926–2015), leader religioso bielorusso del dopoguerra e visitatore apostolico per i fedeli greco-cattolici bielorussi all'estero;
- Nikodem Sulik (1893–1954), generale polacco della seconda guerra mondiale;
- Stanisław Szostak (1898–1961), ufficiale polacco;
- Leonid Teliga (1917–1970), marinaio e scrittore polacco, il primo polacco a circumnavigare il globo da solo;
- Vincent Zhuk-Hryshkevich (1903-1989), politico bielorusso emigrato, presidente in esilio (1971-1982);
- Stanisław Nicewicz (1916–2021), ufficiale polacco dell'11 Szwadron Żandarmerii e falegname.